# Epiais-Rhus
Epiais-Rhus – miejscowość i gmina we Francji, w regionie Île-de-France, w departamencie Dolina Oise.
Według danych na rok 2009 gminę zamieszkiwały 643 osoby, a gęstość zaludnienia wynosiła 62 osób/km² (wśród 1287 gmin regionu Île-de-France Epiais-Rhus plasuje się na 796. miejscu pod względem liczby ludności, natomiast pod względem powierzchni na miejscu 360.).